# Will Genia
Will Genia (Puerto Moresby, 17 de enero de 1988) es un jugador de rugby australiano de origen papú. Juega de medio scrum para los Queensland Reds en la competición de Super Rugby. También juega para los Wallabies en los partidos internacionales. Genia es uno de los jugadores más fuertes del equipo de los Wallabies.
Nació en Puerto Moresby, Papúa Nueva Guinea. Empezó a jugar al rugby cuando se trasladó a la ciudad australiana de Brisbane (Queensland) a los doce años de edad para tener una educación secundaria en Brisbane Boys' College, internado desde 2000 a 2005. Jugó para el equipo australiano de rugby sub-19 que ganó el Campeonato del Mundo Sub-19 en 2006.
Genia hizo su debut en el Super 14 en el año 2007 para los Reds a los diecinueve años de edad contra los Hurricanes en el Suncorp Stadium de Brisbane el 3 de febrero de 2007. Más tarde, jugó para los Ballymore Tornadoes en el Australian Rugby Championship, apareciendo en los ocho partidos jugados por el equipo ese año.
Fue seleccionado para el equipo nacional sub-20 para el Campeonato Mundial de Rugby Juvenil en 2008 en Gales.
Genia fue seleccionado en el equipo de los Wallabies para el Torneo de las Tres Naciones 2009 y debutó con la selección nacional en el partido contra los All Blacks en Eden Park en Auckland el 18 de julio de 2009. 
Ganó la Medalla Pilecki de nuevo en 2011, y fue votado Jugador del Año australiano del Super Rugby por los periodistas de rugby australianos. Se convirtió en el capitán de los Wallabies cuando lide´ro al equipo contra los Estados Unidos en la Copa Mundial de Rugby de 2011. Fue uno de los dos nominados australianos, junto con David Pocock, para el Jugador del Año IRB de 2011.
A principios de septiembre de 2012, Genia sufrió una herida en la rodilla, en la victoria de Australia sobre Sudáfrica. 
Se rumorea que Genia dejará Australia después de la Copa Mundial de Rugby de 2015, posiblemente para ir al club inglés Bath con el que se ha relacionado intensamente su nombre.
En 2015 Folau y los wallabies se proclaman campeones de Rugby Championship 2015 al derrotar a los All Blacks por 27-19 en el Estadio ANZ de Sídney
Es seleccionado para formar parte de la selección australiana que participa en la Copa Mundial de Rugby de 2015.